# جبهة بغداد (1821)
حصار بغداد (1821) كانت حربًا دارت بين داود باشا على الجانب العثماني ومحمد علي ميرزا على الجانب القاجاري . 

## الحصار
هاجم داود باشا الأراضي الإيرانية الشمالية لكنه فشل وغضب فتح علي شاه وأعلن الحرب على العثمانيين في عام 1821. وعين محمد علي ميرزا على هذه الجبهة وأرسل جيشًا قوامه 40 ألف شخص، لكن داود باشا، الذي كان لديه جيش قوامه 3900 شخص، دافع بنجاح عن بغداد ونتيجة لذلك توفي محمد علي ميرزا بسبب المرض.